# Helmut Glaszinski
Helmut Glaszinski (* 7. Oktober 1915 in Bielefeld; † 13. Dezember 1981) war ein deutscher Manager und Politiker der CDU.

## Ausbildung und Beruf
Helmut Glaszinski absolvierte die Volksschule und die Realschule, die er mit der mittleren Reife beendete. Er machte von 1933 bis 1936 eine kaufmännische Lehre. 1937 bis 1939 war er Sachbearbeiter im Export in Hamburg und von 1939 bis 1941 Sachbearbeiter der Röhren-Industrie in Bielefeld. Glaszinski besuchte eine einjährige höhere Handelsschule. Am 3. April 1940 beantragte er die Aufnahme in die NSDAP und wurde zum 1. Juli desselben Jahres aufgenommen (Mitgliedsnummer 8.074.193). 1941 legte er die Sonder-Reifeprüfung ab. 1941 bis 1945 leistet er den Kriegsdienst. 1946 begann er ein Studium der Betriebs- und Volkswirtschaft an der Universität Köln, das er 1949 als Diplom-Kaufmann sowie 1950 als Diplom-Volkswirt abschloss. 1951 promovierte er zum Dr. rer. pol. Während seines Studiums war Glaszinski AStA-Vorsitzender in Köln und 1949 Gründungsvorsitzender des Verbands Deutscher Studentenschaften (VDS). 
Ab 1951 war Helmut Glaszinski bei der Mannesmann AG, Düsseldorf und ihren Tochtergesellschaften Mannesmannröhren-Werke, Düsseldorf und Mannesmann-Hüttenwerke, Duisburg tätig. Von 1966 bis 1969 fungierte er als Generalbevollmächtigter der Mannesmann AG. 1970 bis 1974 war er Vorstandsmitglied der Mannesmannröhren-Werke und seit 1974 Vorstandsmitglied der Mannesmann-Hüttenwerke.

## Politik
Helmut Glaszinski war seit 1946 Mitglied der CDU. 1955 wurde er Mitglied des Vorstandes des Kreisverbandes Duisburg. Stellvertretender Vorsitzender der CDU-Kreis-Wirtschaftsvereinigung Duisburg wurde er 1971. Seit 1972 war er Vorstandsmitglied der Landeswirtschaftsvereinigung Rheinland. In den Rat der Stadt Duisburg wurde er 1956 gewählt. Von 1961 bis 1965 wirkte er als Mitglied der Landschaftsversammlung Rheinland.
Helmut Glaszinski war vom 28. Mai 1975 bis zum 28. Mai 1980 Mitglied des 8. Landtages von Nordrhein-Westfalen, in den er über die Landesliste einzog.